# إريس بورتون
إريس بورتون (بالإنجليزية: Iris Burton)‏ هي راقصة ووكيلة مواهب وممثلة أمريكية، ولدت في 4 سبتمبر 1930 في مانهاتن في الولايات المتحدة، وتوفيت في 5 أبريل 2008 في وودلاند هيلز، كاليفورنيا في الولايات المتحدة بسبب ذات الرئة.

## وصلات خارجية
- إريس بورتون على موقع IMDb (الإنجليزية)